# William Thomson (biskop)

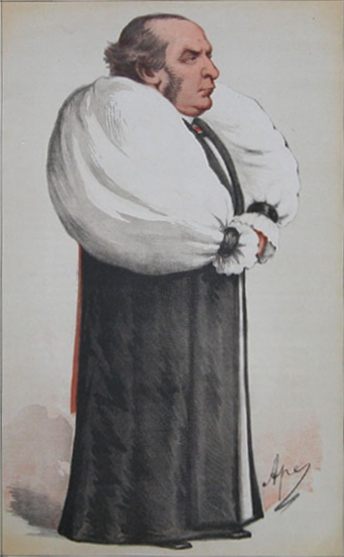
William Thomson, karikatyr av Carlo Pellegrini.

William Thomson, född den 11 februari 1819 i Whitehaven, Cumberland, död den 25 december 1890, var en engelsk teolog.
Thomson tjänstgjorde i flera år som examinator och predikant vid Oxfords universitet. Han blev 1859 hovkaplan, skrev i moderat ortodox anda mot den uppseendeväckande bredkyrkliga "Essays and reviews" Aids to faith, 1861, blev samma år biskop i Gloucester och Bristol samt upphöjdes redan 1862 till ärkebiskop av York. Bland Thomsons utgivna arbeten kan nämnas An outline of the necessary laws of thought (en mycket använd handbok i logik), The atoning work of Christ (1853), Crime and its excuses (1855), vidare predikosamlingar, essayer under titeln Word, work, and will med mera. Thomson slöt sig som ärkebiskop till sin kollega Archibald Tait och ådrog sig högkyrkopartiets fiendskap, men var älskad bland lekmännen och förblev hela sitt liv en makt i norra England.